# Europese kampioenschappen schaatsen afstanden 2018 - Teamsprint vrouwen
De teamsprint voor vrouwen op de Europese kampioenschappen schaatsen 2018 werd gereden op zondag 7 januari in het ijsstadion Kometa in Kolomna, Rusland. Het was de eerste editie van de EK afstanden en de initiële titel ging naar de Russische damesploeg.

## Uitslag
| #      | Land      | Schaatsers                                             | Tijd    |
| ------ | --------- | ------------------------------------------------------ | ------- |
| Goud   | Rusland   | Olga Fatkoelina Angelina Golikova Jelizaveta Kazelina  | 1.26,71 |
| Zilver | Nederland | Letitia de Jong Mayon Kuipers Sanneke de Neeling       | 1.28,65 |
| Brons  | Noorwegen | Anne Gulbrandsen Sofie Karoline Haugen Martine Ripsrud | 1.31,88 |